# موريس مولين
موريس مولين (بالفرنسية: Maurice Mollin)‏ ولد بتاريخ 6 مايو 1924 في أنتويرب، وتوفي في 5 أغسطس 2003 في بلجيكا، كان دراج بلجيكي.

## روابط خارجية
- موريس مولين على موقع أرشيف الدراجات (الإنجليزية)
- موريس مولين على موقع إحصائيات الدراجات الإحترافية (الإنجليزية)